# Parc national de Sipoonkorpi
Le parc national de Sipoonkorpi (finnois : Sipoonkorven kansallispuisto, suédois : Sibbo storskogs nationalpark) est un parc national en Finlande. 

## Description générale
Sipoonkorpi est de longue date un lieu de randonnée des habitants de la région.
En 2010, la zone a reçu 51 000 visiteurs. 
En mars 2011, le parlement approuve la création du parc naturel qui ouvrira le 27 août 2011,. 
La zone est principalement couverte de forêts d'épicéas, de marécages et de paysages culturels. La petite rivière Byabäcken, qui abrite une riche population d'oiseaux, traverse Sipoonkorpi.
En 2015, le nombre de visiteurs s'est élèvé à 81 800. 
Fin 2019, le pont Sudentassu a été ouvert pour faciliter l'accès à Sipoonkorpi, ce qui devrait encore augmenter le nombre de visiteurs. 
En 2021, le nombre de visiteurs était de 146 400.
Le parc est situé dans les municipalités de Helsinki, Vantaa et Sipoo et il couvre une superficie de 23 km2.

## Randonnée
Sipoonkorvi a deux sentiers de randonnée. 
L'un d'eux est le chemin postal de Ponu de 1,4 kilomètre de long et l'autre le sentier de  randonnée Kalkkiruukki de 4,5 kilomètres de long.

## Galerie

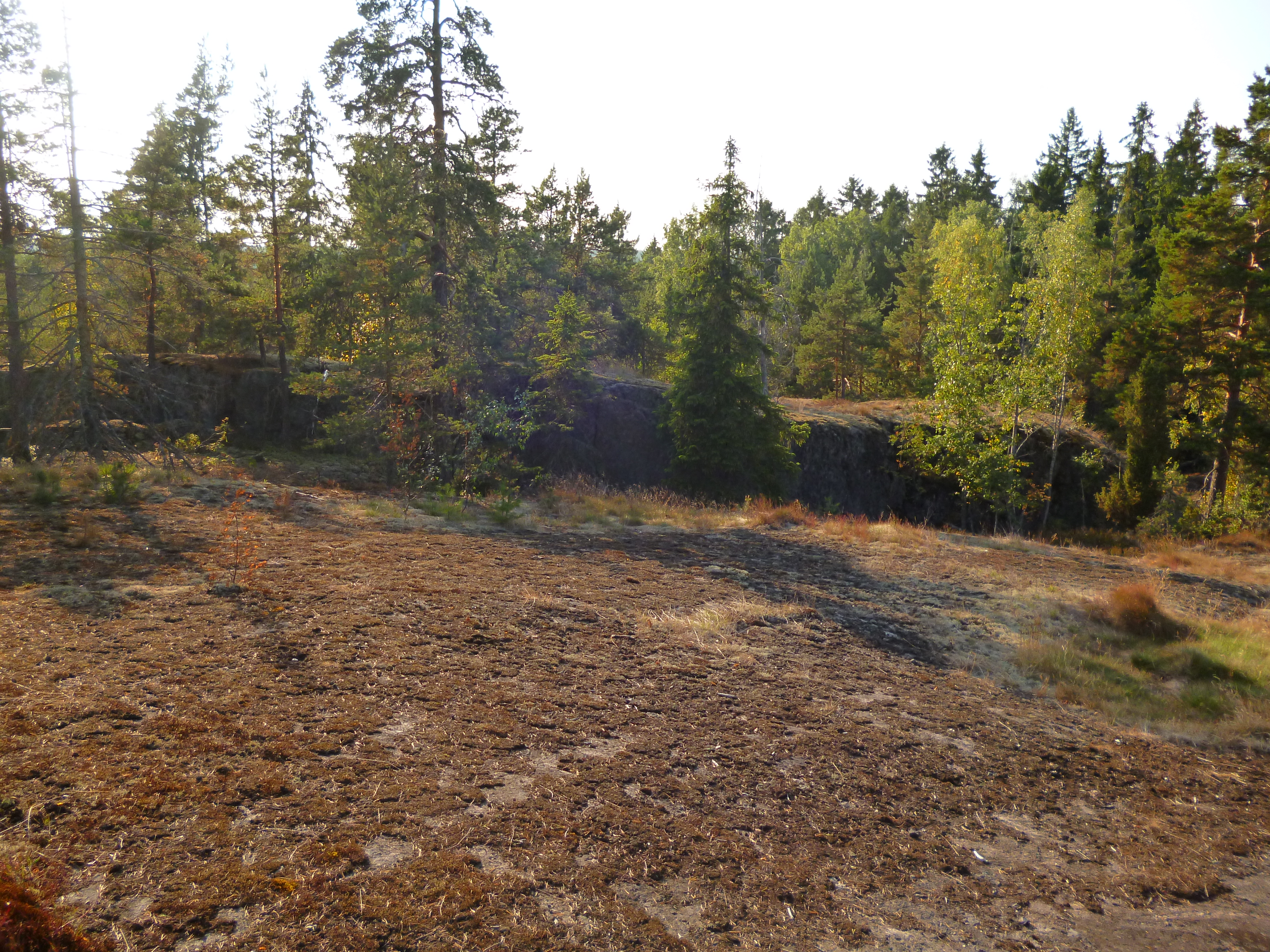
Sipoonkorpi.
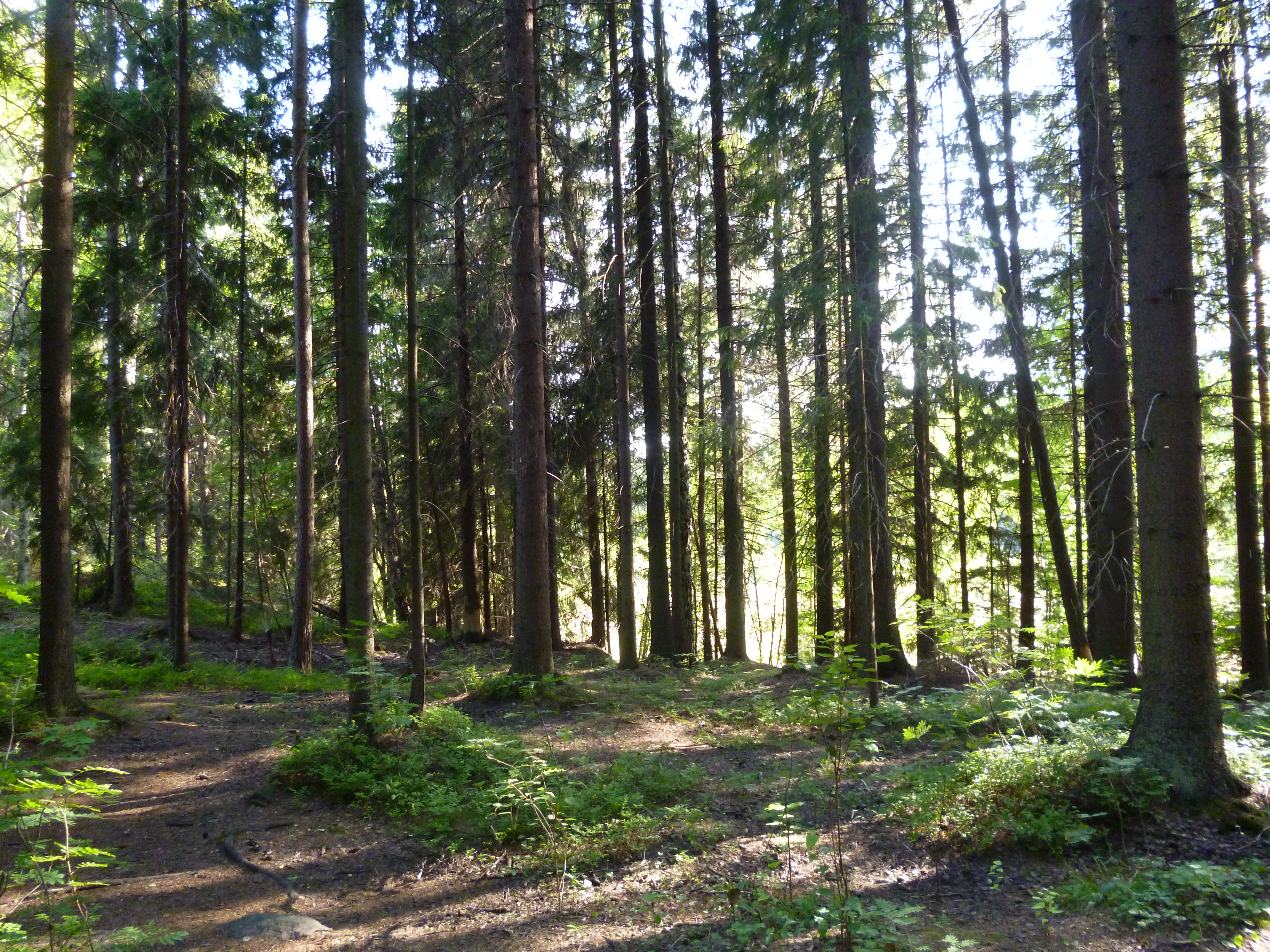
Sipoonkorpi.
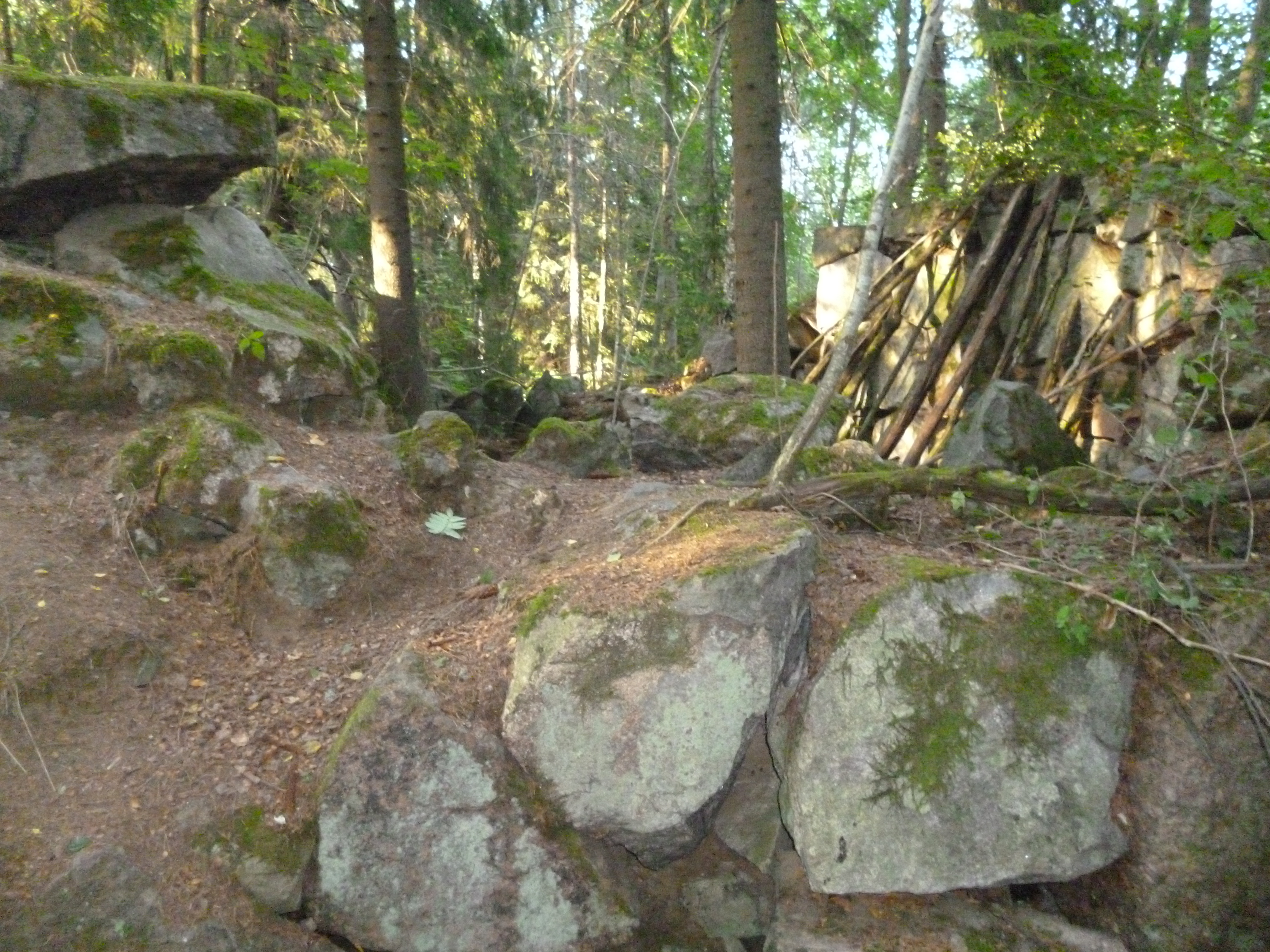
Sipoonkorpi.
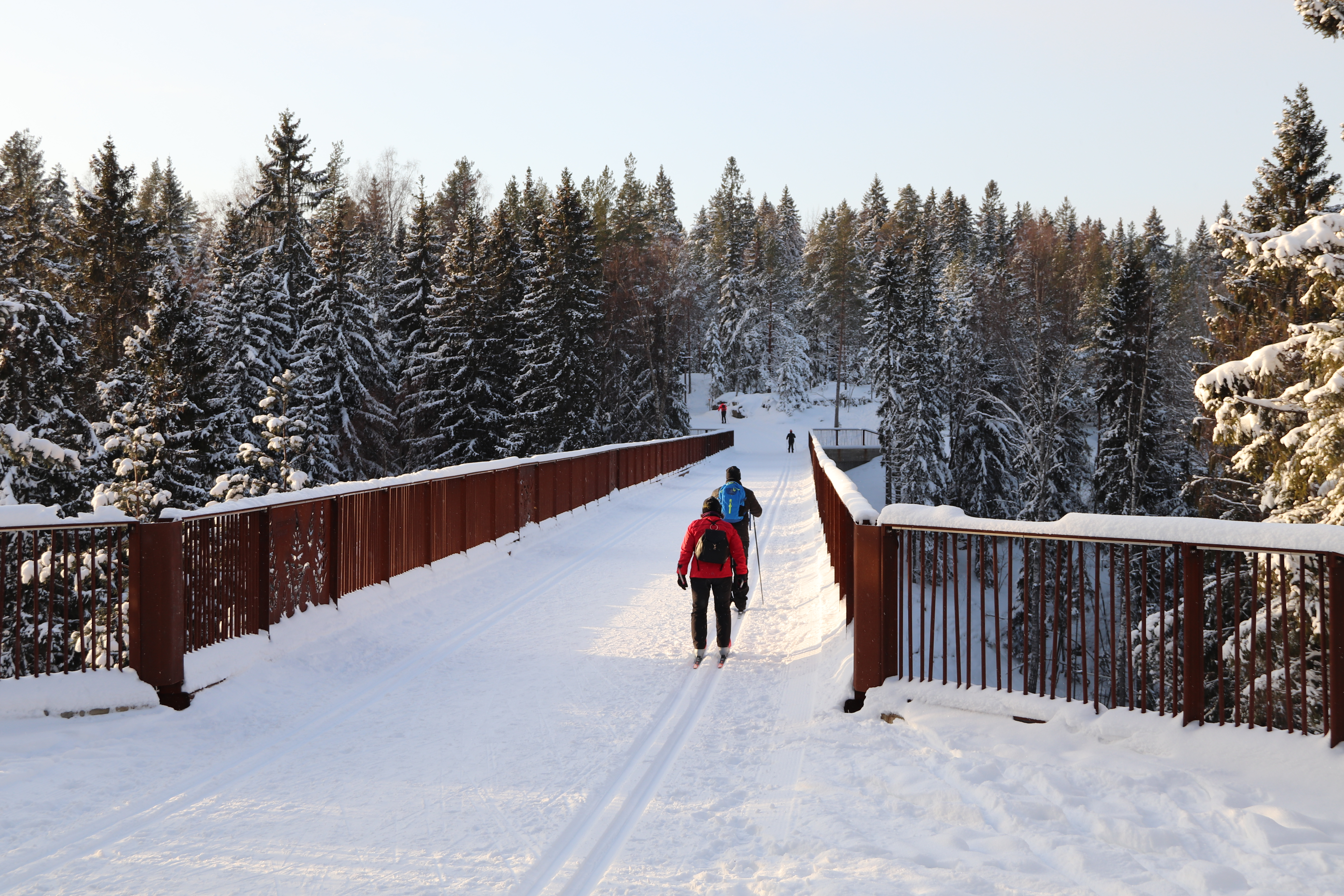
Sudentassu.

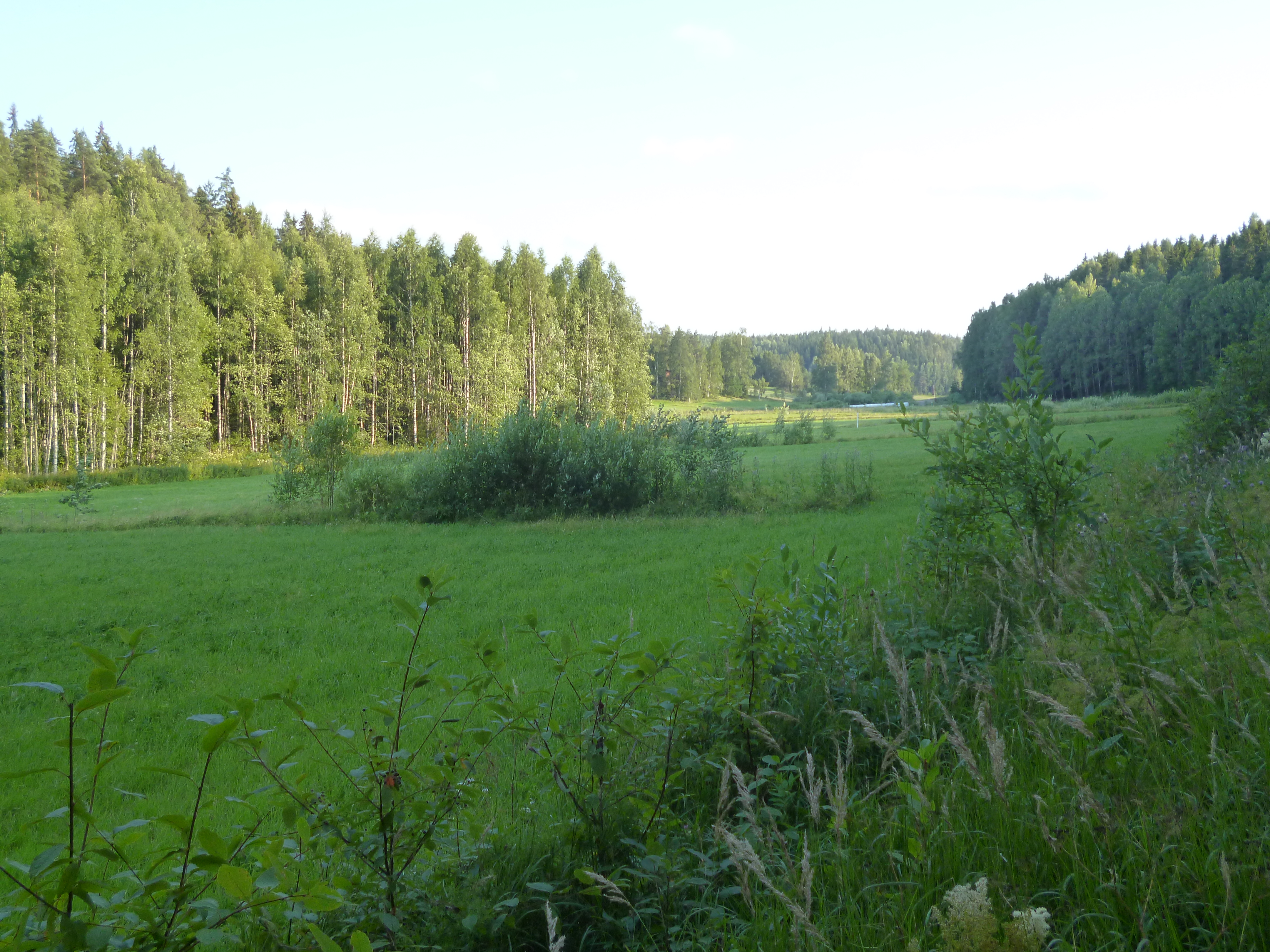
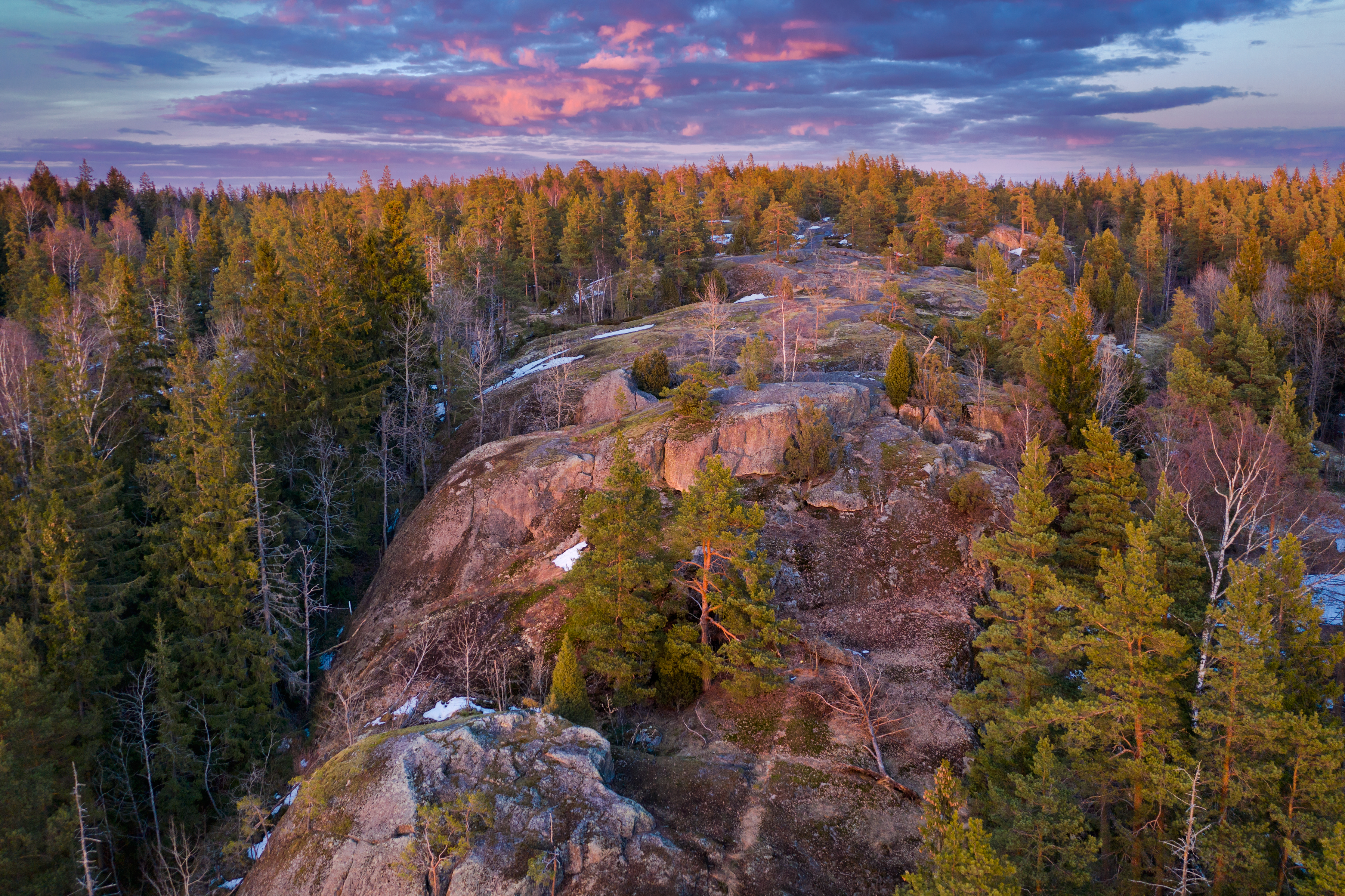
La montagne de Högberget (fi).
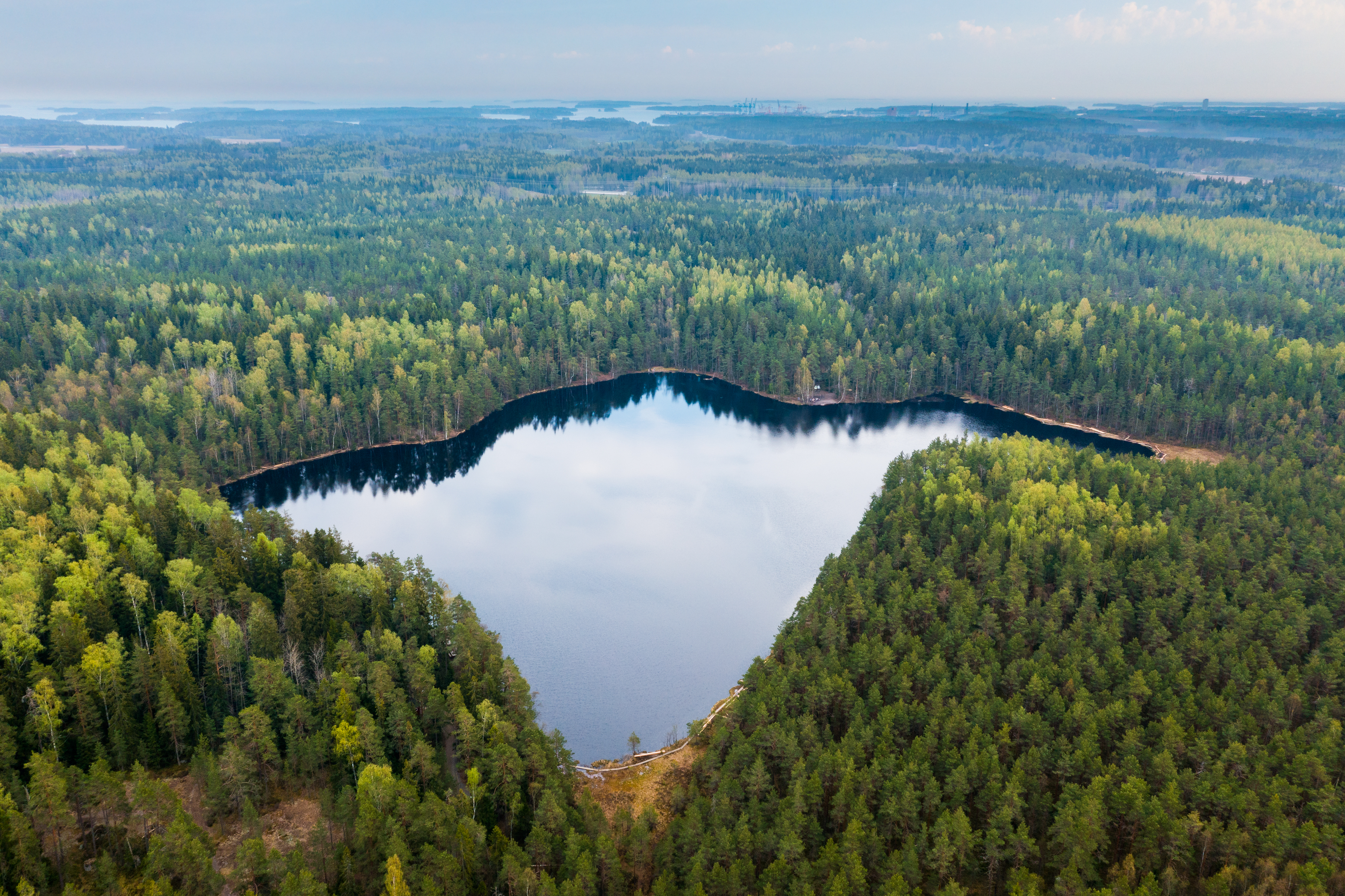
Lac Storträsk.